# چیزی خوبه که پایانش خوبه ۲
چیزی خوبه که پایانش خوبه ۲ (به انگلیسی: All's Well, Ends Well Too) یک فیلم سینمایی هنگ کنگی در ژانر کمدی محصول سال ۱۹۹۳ به کارگردانی کلیفتون کو است. زمان و ماجراهای فیلم در دودمان سونگ تنظیم شده‌است.
کل این فیلم از هویت اشتباه به عنوان موضوع اصلی آن برای جلوه‌های طنز استفاده می‌کند.

## بازیگران
- ساموئل هویی به عنوان چو تونگ
- لسلی چونگ به عنوان دیوید مس احساس می‌کند (تقلید جادوگر دیوید کوپرفیلد)
- رزاموند کوآن به عنوان سفید برفی
- ترزا مو به عنوان جینکس
- ساندرا نگ به عنوان روده
- ریموند وانگ پاک-مینگ به عنوان لام کا آواز می‌خواند
- ریکی هویی به عنوان ماتریارچ چو
- نگ مان-تات به عنوان پدر سفید برفی
- پول Lo بعنوان خدمتکار سفید برفی
- جیمز وانگ به عنوان استادیار
- کلیفتون کو
- وینسنت کک به عنوان بو[۱][۲]